# Truvelo Neostead
Bei der Truvelo Neostead handelt es sich um eine Vorderschaftrepetierflinte des südafrikanischen Waffenherstellers Truvelo Manufacturers (Pty) Ltd im Bullpup-Design. Sie unterscheidet sich von anderen Vorderschaftrepetierern auf dem Markt dadurch, dass sie über zwei Magazinröhren verfügt, welche zudem über dem Lauf liegen. Während des Repetiervorganges wird der bewegliche Lauf nach vorne gezogen.

## Geschichte
Die Waffe wurde um 1990 von Heinz Stead auf Anregung der Schweizer Polizei entwickelt. Eine erste Vorstellung gab es bereits 2001 unter der Marke „Neostead“. Die Vorserienfertigung bei Truvelo lief jedoch erst 2002 an, die Serienfertigung dann 2003. Es sollten monatlich ca. 1.000 Waffen dieses Typs hergestellt werden.

## Technik
Die je sechs Patronen fassenden Magazinröhren sind nebeneinander positioniert und nach oben schwenkbar in der Nähe der Laufmündung gelagert. Ähnlich wie bei einer Kipplaufwaffe werden so Patronen von oben/hinten in die Waffe eingeführt. Wird die Waffe geschlossen, drücken Federn die Patronen in rückwärtige Richtung. Durch einen Wahlschalter kann eines der Magazine oder aber eine wechselnde Zufuhr ausgewählt werden. Dadurch können in den Magazinrohren unterschiedliche Munitionstypen (etwa Schrot und Flintenlaufgeschosse oder Gummigeschosse) vorgehalten werden.
Repetiert wird, indem der Vorderschaft der Waffe nach vorne gezogen wird. Dabei wird zuerst der Lauf entriegelt und dann mit dem Vorderschaft bewegt. Eine eventuell noch im Patronenlager befindliche Hülse wird durch eine Klinke gehalten und fällt dann, hinter dem Pistolengriff, nach unten aus der Waffe. Gleichzeitig wird eins der beiden Magazinrohre freigegeben und durch Federdruck eine Patrone unter den Zubringer geschoben. Die Patrone läuft gegen den Stoßboden und wird durch den Zubringer nach unten gedrückt. Wird der Vorderschaft zurückgezogen, schiebt sich der Lauf über die Patrone und verriegelt.
Neben Abzug und Magazinwahlschalter verfügt die Waffe über einen Sicherungshebel. Dieser befindet sich vor dem Abzug innerhalb des Abzugsbügels. Ein Tragegriff an der Oberseite der Waffe nimmt die Visierung auf.
Das Prinzip der Neostead wurde bei der russischen Flinte RMB-93 aufgenommen.
Die Neostead ist in Kanada, nicht jedoch in den USA für den zivilen Erwerb zugelassen. In Europa wird sie hauptsächlich nach Italien importiert.
In Deutschland ist der Besitz dieser Waffe aufgrund des Verbots von Vorderschaftrepetierflinten unter 95 cm Gesamtlänge verboten.

Zeichnungen aus dem Patent US 5367810
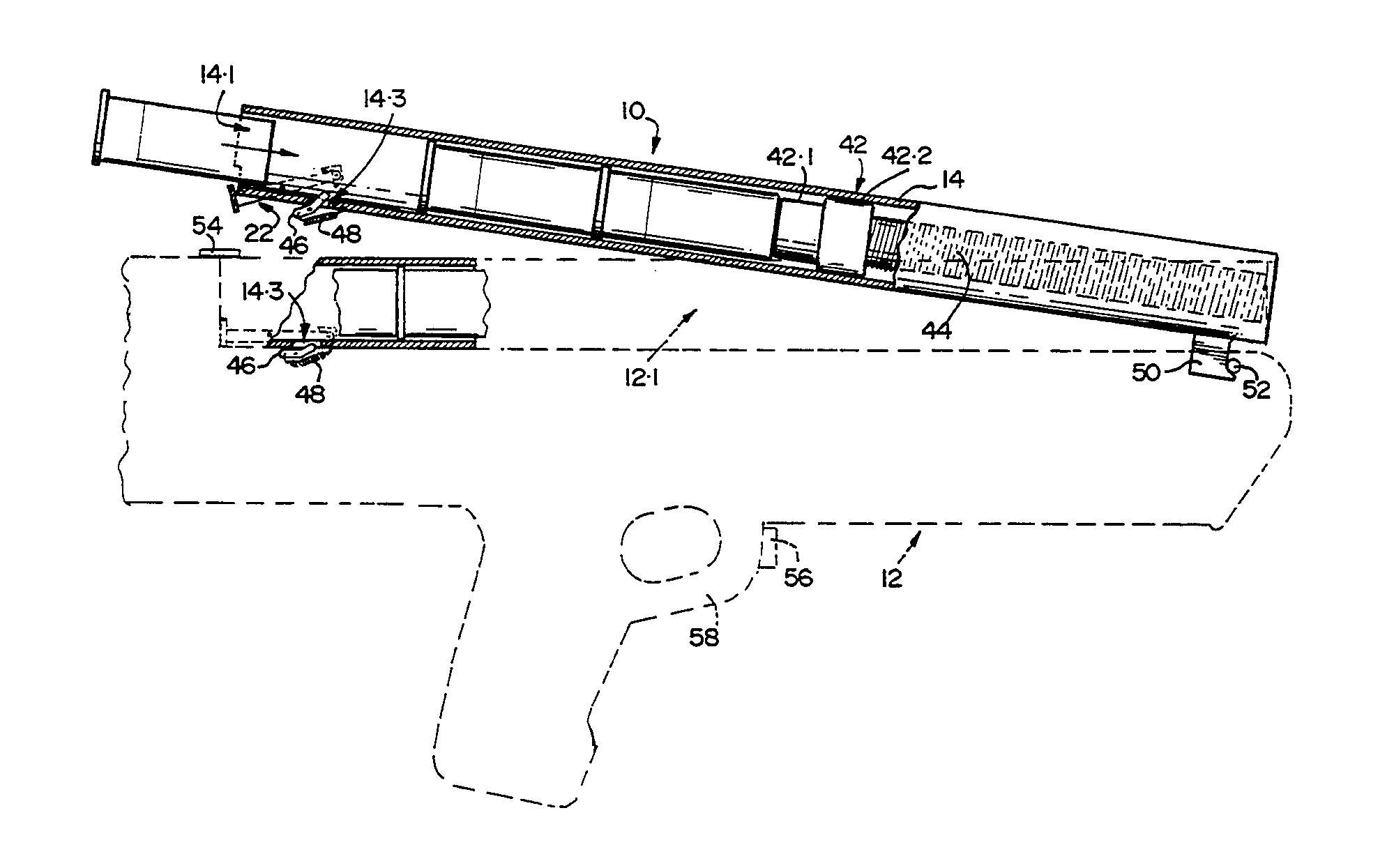
Magazin in Ladestellung
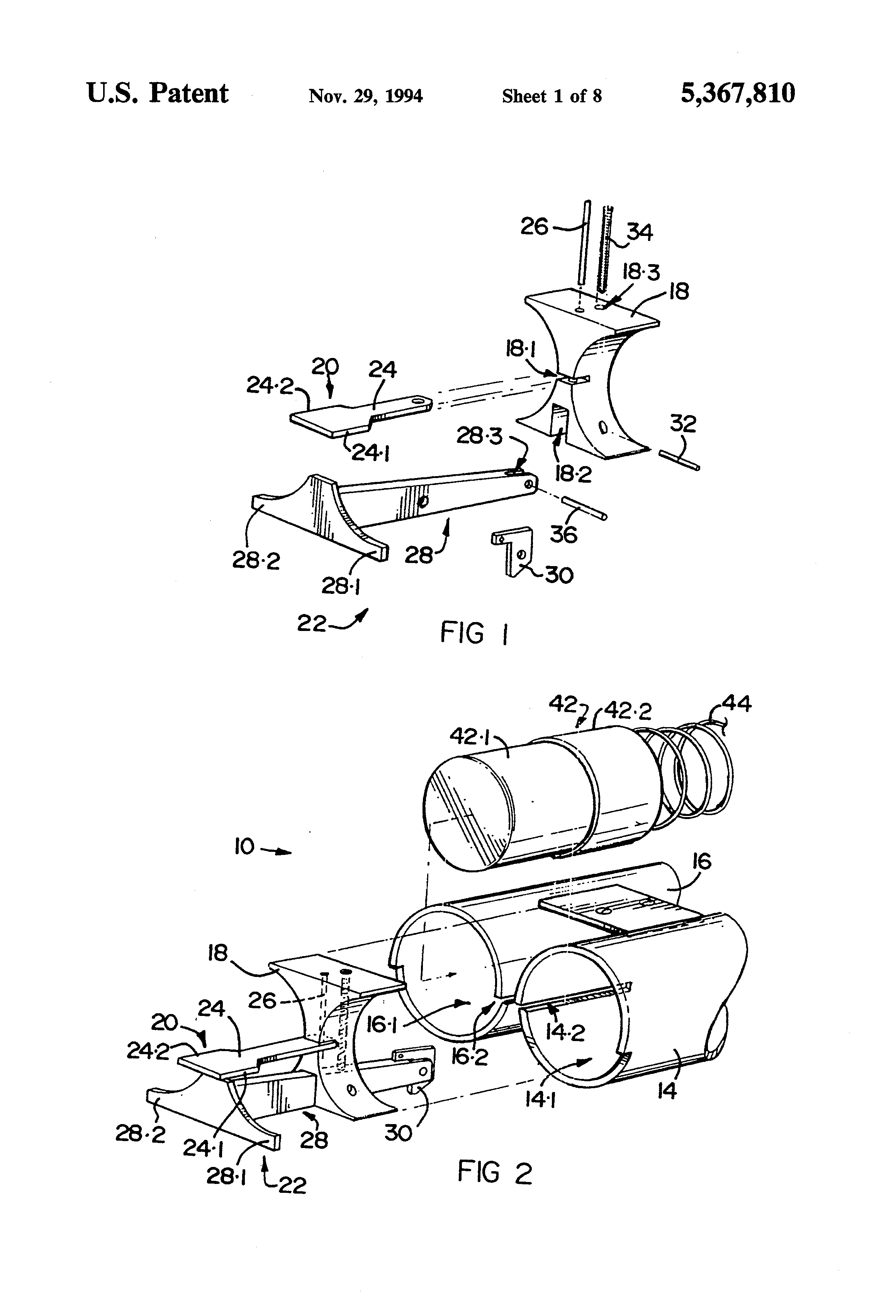
Wahlschalter des Magazins
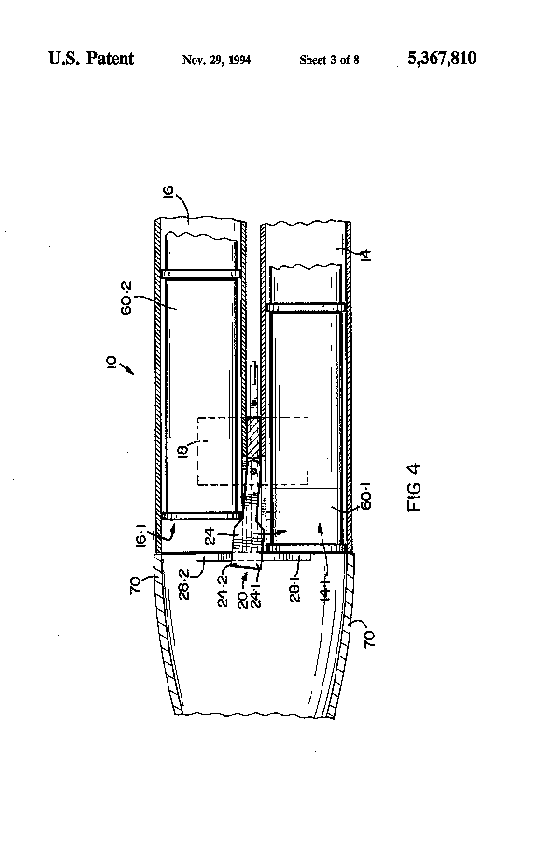
Blockierung einer Magazinröhre
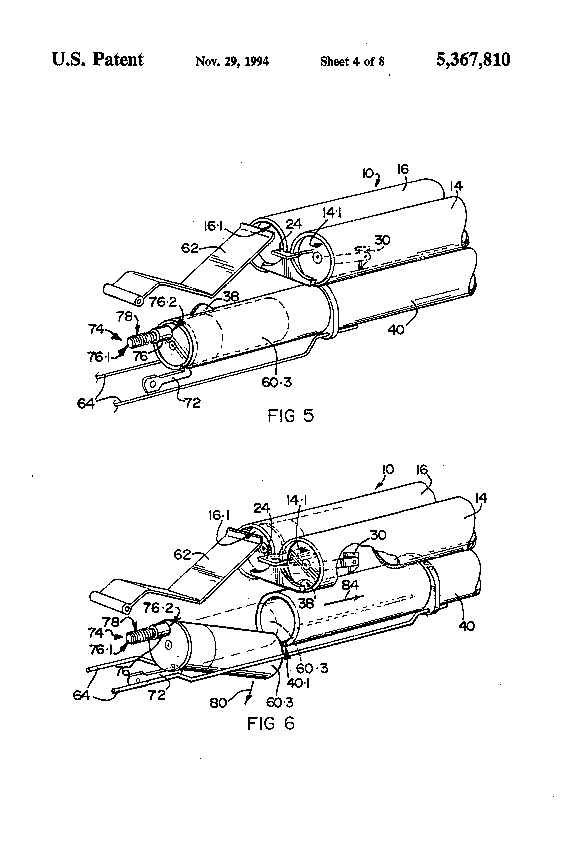
Auswurf der leeren Hülse
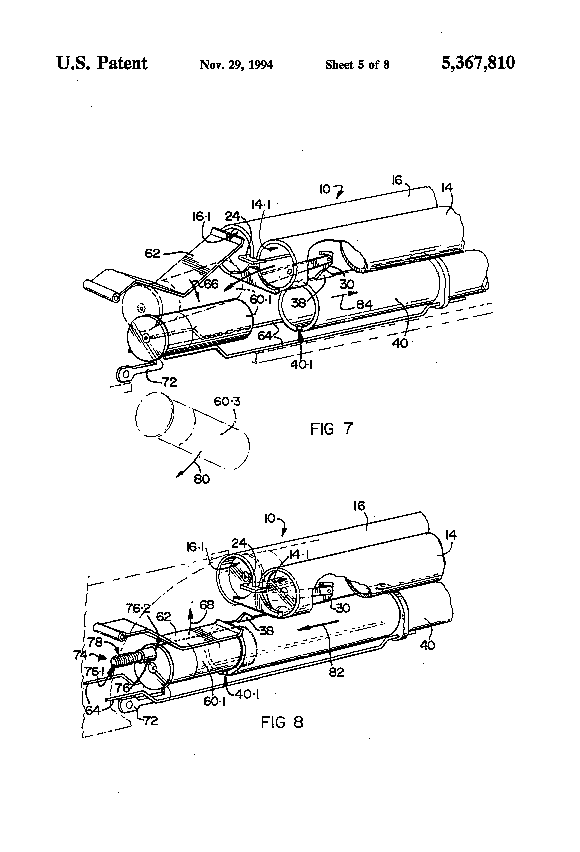
Zufuhr neuer Patrone